# Tetrahedron
Tetrahedron – czasopismo naukowe wydawane od 1957 roku, pierwotnie przez wydawnictwo Pergamon Press, a od roku 1994 przez Elsevier. Publikuje wyniki badań na temat różnych aspektów chemii organicznej, takich jak synteza, reakcje, badania mechanistyczne, spektroskopia, chemia bioorganiczna i chemia produktów naturalnych. Publikacje mają formę pełnych artykułów lub zamawianych przez redakcję prac przeglądowych, wydawanych w serii Tetrahedron Reports. 
Czasopismo w wersji elektronicznej publikowane jest w serwisie ScienceDirect. Dostęp do treści artykułów jest odpłatny.
Obok Tetrahedronu wydawane są jego czasopisma siostrzane: Tetrahedron Letters przeznaczony na krótkie komunikaty przedstawiające wstępne wyniki badań oraz Tetrahdron: Asymmetry poświęcone stereochemii.
Impact factor czasopisma
| Rok  | IF    |
| ---- | ----- |
| 2014 | 2,641 |
| 2013 | 2,817 |
| 2012 | 2,803 |
| 2011 | 3,025 |
| 2010 | 3,011 |
| 2009 | 3,219 |
| 2008 | 2,897 |
| 2007 | 2,817 |
| 1993 | 2,128 |